# Котовник кошачий
Кото́вник коша́чий, коша́чья мя́та, лимонная мята (лат. Népeta catária) — многолетнее травянистое растение, вид рода Котовник семейства Яснотковые.
Растение содержит до 3 % эфирного масла, которое обуславливает сильный своеобразный («лимонный») запах, привлекающий кошек, отсюда и видовые эпитеты в латинском и русском названиях.

## Ботаническое описание

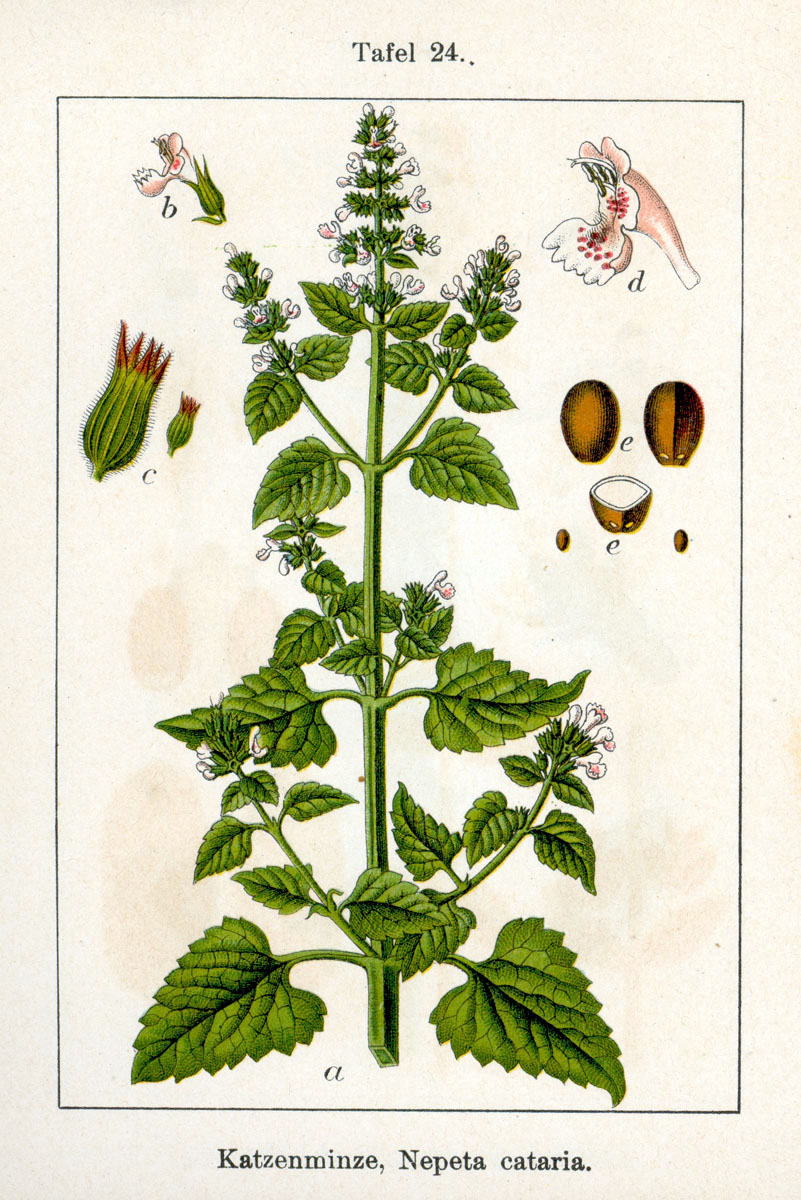
Котовник кошачий.

Многолетнее растение с деревянистым, ветвистым корнем.
Стебель высотой 40—100 см, крепкий, прямостоячий, пушистый.
Листья треугольно-яйцевидные с сердцевидным основанием, острые, крупнозубчатые, опушенные.
Цветки в густых сложных полузонтиках, собранных на концах стебля и ветвей в виде кисти; венчик грязновато-белый с пурпурными или фиолетовыми крапинками на нижней губе.
Плод — коричневый эллиптический гладкий орешек.
Цветёт в июне — июле. Плоды созревают в июле — августе.

## Распространение и экология
Европейско-среднеазиатский вид, произрастает в Центральной и Южной Европе, Передней и Средней Азии, заходит в субтропические области Пакистана, Индии и Непала. На территории России распространен почти по всей европейской части и на Северном Кавказе, на юге Западной Сибири и Дальнего Востока.
Произрастает на пустырях, лесных полянах, склонах, сорных местах, вдоль дорог.

## Химический состав
В надземной части содержатся эфирное масло (до 3 %), основным компонентом которого является непеталактон (~77 %), аскорбиновая кислота, дубильные и горькие вещества, гликозиды, сапонины. В состав эфирного масла входят карвакрол, пулегон. В семенах — до 27 % жирного масла.
Разновидность Nepeta cataria var. citriodora Beck, даёт ценное эфирное масло, которое содержит цитраль, лимонен, дипентен, гераниол, цитранеллол и инерол.

## Значение и применение
В Европе и странах Востока растение употребляют в качестве пряности. Эфирное масло с сильным лимонным запахом применяют при производстве кондитерских изделий, в парфюмерной промышленности, мыловарении.
Котовник кошачий заваривают и используют в народной медицине внутрь при бронхите, при анемии, мигрени, при истерии, меланхолии, холере, как противоглистное, противокашлевое и средство, повышающее аппетит; наружно — при некоторых кожных болезнях. Полезные вещества растения используются также как потогонные, седативные средства.
Подходит для заварки в качестве чая. Имеет освежающий нежный мятно-лимонный вкус, более нежный чем привычный мятный чай.
Клиническими испытаниями показана возможность применения растения в качестве горечи при пониженном аппетите, как отхаркивающее при бронхите, а также при неврозах сердца. При изучении действия растения на сердце лягушки установлено, что водный настой его цветков и листьев увеличивает амплитуду сердечных сокращений до 40 %, часто с учащением ритма.
Ценный медонос, дает много нектара. Часто его культивируют на припасечных участках. 1 цветок за сутки выделяет 0,1—0,6 мг нектара. Медовая продуктивность условно чистых насаждений 200—300 кг/га.
Масло котовника кошачьего в определённых концентрациях обладает репеллентным действием на некоторых насекомых, в частности: кусак жёлтолихорадочную и белоточечную, анофелесов мельчайшего и Гаррисона, южного домашнего кулекса. Это действие, сравнимое с ДЭТА, опосредовано избирательным действием экстракта мяты котовника и непеталактона на хреновый рецептор суперсемейства TRP некоторых насекомых.

## Действие на представителей семейства кошачьих

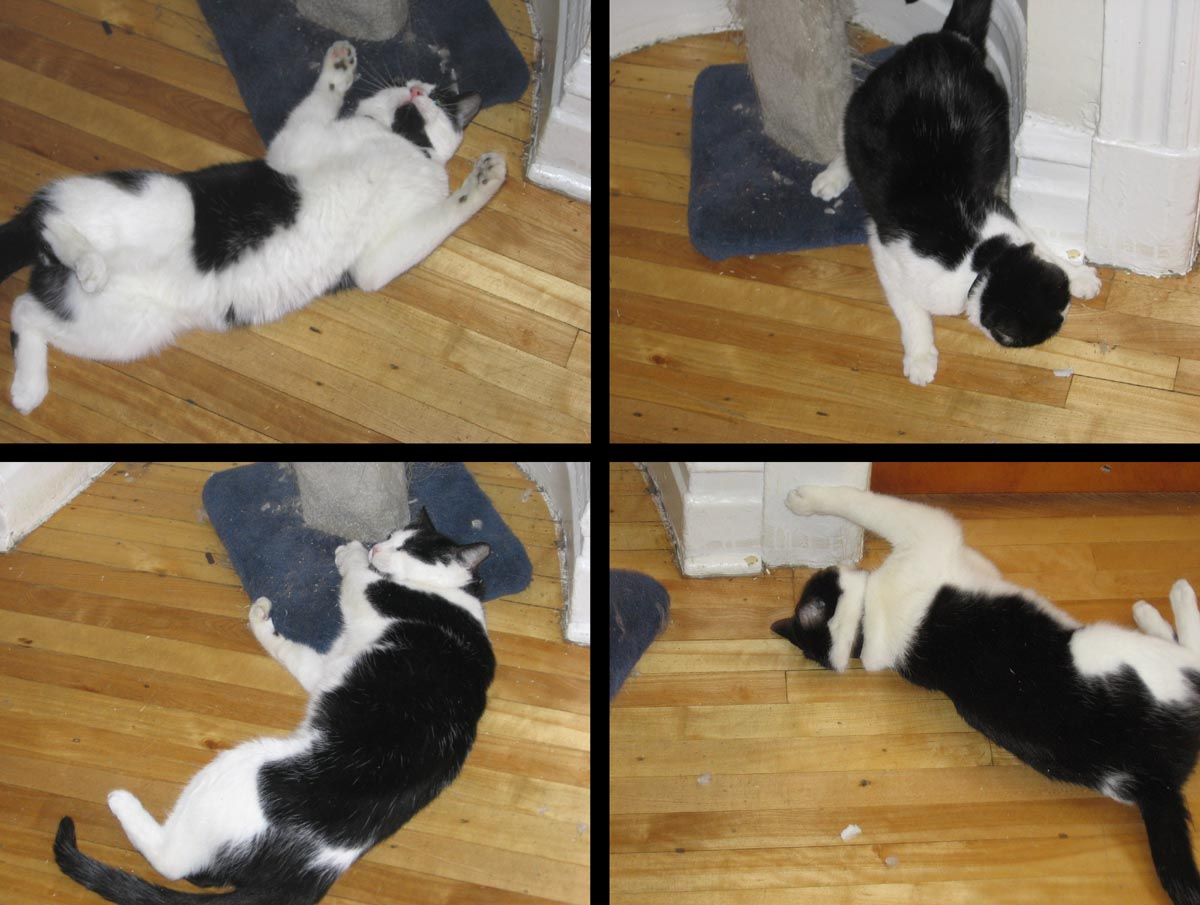
Кошка под действием котовника кошачьего

Известна специфическая чувствительность представителей семейства кошачьих (в том числе львов и домашних кошек) к запаху этого растения.
При контакте с растением животное приходит в сильное возбуждение. Причём реакция наступает даже при малых концентрациях содержащегося в кошачьем котовнике эфирного масла — непеталактона:96.
Реакция на растение проявляется следующим образом: животное впадает в неистовство, лижет и кусает растение, начинает мотать головой, передёргивает судорожно телом, громко мурлычет, катается по земле. Длительность этого наркотического возбуждения — около 10 минут, после чего кошка возвращается в обычное состояние:96—97.
Масло, выделяющееся при этом из растения и попадающее на шерсть, защищает кошачьих от насекомых.
Котовник кошачий безопасен для здоровья кошек и не вызывает зависимости.
Наукой описан аутосомный ген, который контролирует проявление реакции представителей кошачьих на данное растение.
К котовнику восприимчивы не все кошачьи; у домашних кошек, в частности, на котовник не реагируют котята до шести недель. Но, возможно, что реагируют все коты и кошки, но выражена реакция по-разному. Отмечалось и использование котовника как галлюциногена людьми.
Аналогичную реакцию кошки проявляют и к некоторым другим растениям: актинидии полигамной, жимолости татарской, валериане лекарственной, акалифе индийской.
Примечательно, что способность к синтезу иридоидов, а именно наличие гена кодирующего фермент иридоидсинтазу и NEPS-ферменты, у котовников и в частности непеталактона у котовника кошачьего возникла повторно в ходе эволюции рода.

## Классификация

### Таксономия
Nepeta cataria L., 1753, Sp. Pl. : 570
Вид Котовник кошачий относится к роду Котовник (Nepeta) семейства Яснотковые (Lamiaceae) порядка Ясноткоцветные (Lamiales). Таксономическая схема в соответствии с Системой APG IV по состоянию на декабрь 2023 года:
|  |                                      |  |                                   |                                   |                      |  | ещё 23 семейства | ещё 23 семейства |                      |  |  |  | еще 260 подтвержденных видов и 78 таксонов, ожидающих подтверждения |
|  |                                      |  |                                   |                                   |                      |  | ещё 23 семейства | ещё 23 семейства |                      |  |  |  | еще 260 подтвержденных видов и 78 таксонов, ожидающих подтверждения |
|  |                                      |  |                                   | порядок Ясноткоцветные            |                      |  |                  |                  | род Котовник         |  |  |  |                                                                     |
|  |                                      |  |                                   | порядок Ясноткоцветные            |                      |  |                  |                  | род Котовник         |  |  |  |                                                                     |
|  | отдел Цветковые, или Покрытосеменные |  |                                   |                                   | семейство Яснотковые |  |                  |                  | вид Котовник кошачий |  |  |  |                                                                     |
|  | отдел Цветковые, или Покрытосеменные |  |                                   |                                   | семейство Яснотковые |  |                  |                  |                      |  |  |  |                                                                     |
|  |                                      |  | ещё 63 порядка цветковых растений | ещё 63 порядка цветковых растений |                      |  |                  | ещё 268 родов    | ещё 268 родов        |  |  |  |                                                                     |
|  |                                      |  |                                   | ещё 63 порядка цветковых растений |                      |  |                  |                  | ещё 268 родов        |  |  |  |                                                                     |

### Синонимы
- Calamintha albiflora Vaniot
- Cataria tomentosa Gilib.
- Cataria vulgaris Gaterau
- Glechoma cataria Kuntze
- Glechoma macrura Kuntze
- Nepeta americana Vitman
- Nepeta bodinieri Vaniot
- Nepeta cataria var. citriodora (Dumort.) Lej.
- Nepeta ceretana Sennen
- Nepeta citriodora Dumort.
- Nepeta laurentii Sennen
- Nepeta macrura Ledeb. ex Spreng.
- Nepeta minor Mill.
- Nepeta mollis Salisb.
- Nepeta ruderalis Boiss.
- Nepeta tomentosa Vitman
- Nepeta vulgaris Lam.